# Cupa României 1947-1948
La Cupa României 1947-48 è stata l'undicesima edizione della coppa nazionale, la prima dopo la pausa a causa della seconda guerra mondiale, disputata tra il 16 marzo e il 15 agosto 1948 e conclusa con la vittoria dell'ITA Arad, al suo primo titolo.

## Sedicesimi di finale
Gli incontri si sono disputati tra il 16 e il 24 marzo 1948.
| Squadra 1                 | Risultato | Squadra 2                |
| ------------------------- | --------- | ------------------------ |
| CSM Sighișoara            | 0 - 2     | CFR Cluj                 |
| CAM Timișoara             | 2 - 0     | Libertatea Oradea        |
| CFR Buzău                 | 2 - 4     | ASA Bucarest             |
| Astra Româna Moreni       | 0 - 5     | CFR Bucarest             |
| Socec Lafayette București | 4 - 0     | FC Ploiești              |
| Metalochimic București    | 2 - 1 dts | RATA Târgu-Mureș         |
| UM Cugir                  | 1 - 4     | CFR Timișoara            |
| Țesătoria Româna Pitești  | 1 - 0     | Distribuția București    |
| Concordia Ploiești        | 1 - 4     | Oțelul Reșița            |
| Foresta Reghin            | 1 - 3     | Universitatea Cluj       |
| Ripensia Timișoara        | 1 - 3     | ITA Arad                 |
| CFR Târgoviște            | 1 - 3 dts | Unirea Tricolor Bucarest |
| CFR Turda                 | 2 - 1     | CSM Mediaș               |
| CFR Turnu-Severin         | 1 - 1     | Jiul Petroșani           |
| Minaur Zlatna             | 1 - 5     | Dermata Cluj             |
| Politehnica Iași          | 1 - 1     | Ciocanul București       |

## Ottavi di finale
Gli incontri si sono disputati il 21 aprile.
| Squadra 1                 | Risultato | Squadra 2                 |
| ------------------------- | --------- | ------------------------- |
| Metalochimic Bucarest     | 2 - 4     | Oțelul Reșița             |
| Socec Lafayette București | 2 - 5     | CFR Timișoara             |
| Universitatea Cluj        | 2 - 3     | ITA Arad                  |
| Politehnica Iași          | 3 - 1     | CFR Cluj                  |
| Țesătoria Româna Pitești  | 1 - 0     | CFR Bucarest              |
| CAM Timișoara             | 3 - 1     | ASA Bucarest              |
| CFR Turda                 | 9 - 3     | Unirea Tricolor București |
| CFR Turnu-Severin         | 3 - 1     | Dermata Cluj              |

## Quarti di finale
Gli incontri si sono disputati tra il 30 maggio e il 27 giugno 1948
| Squadra 1                | Risultato | Squadra 2           |
| ------------------------ | --------- | ------------------- |
| CAM Timișoara            | 3 - 2     | CFR Turda           |
| Politehnica Iași         | 1 - 0     | Metalochimic Reșița |
| Țesătoria Româna Pitești | 0 - 1 dts | ITA Arad            |
| CFR Turnu-Severin        | 0 - 2     | CFR Timișoara       |

## Semifinali
Gli incontri si sono disputati l'8 agosto 1948.
| Squadra 1        | Risultato | Squadra 2     |
| ---------------- | --------- | ------------- |
| Politehnica Iași | 2 - 3 dts | CFR Timișoara |
| CAM Timișoara    | 0 - 6     | ITA Arad      |

## Finale
La finale venne disputata il 15 agosto 1948 a Bucarest. Il CFR Timișoara, in vantaggio di due gol dopo otto minuti, subisce la rimonta e il sorpasso da parte della compagine di Arad che a 8 minuti dalla fine segna il definitivo 3-2
| Arbitro: | Emil Kroner (Bucarest) |

|                                                           |           |                                           |
| Adalbert Kovacs 38’ Ioan Reinhardt 56’ Gheorghe Băcuț 82’ | Marcatori | 7’ Iosif Kovacs 8’ Constantin Woronkowski |